# Antiblemma tyroe
Antiblemma tyroe är en fjärilsart som beskrevs av William Schaus 1914. Antiblemma tyroe ingår i släktet Antiblemma och familjen nattflyn. Inga underarter finns listade i Catalogue of Life.